# Tenentismo
Tenentismo est le nom d’un mouvement politico-militaire de la décennie de 1920 au Brésil et de rébellions dans les casernes. Ce nom vient de « tenente » (« lieutenant » en français), grade de la plupart des rebelles, à quelques exceptions, la plus notable étant celle de Luis Carlos Prestes qui était capitaine.
Ce mouvement qui n’a aucune idéologie particulière, veut en finir avec l'Ancienne république. Il demande surtout l’institution du vote secret et la réforme de l’éducation publique,.
Ses plus importantes manifestations sont la révolte des 18 du fort de Copacabana, en 1922, la Révolte Paulista en 1924, la Comuna de Manaus en 1924 et la Colonne Prestes qui s’étend de 1924 à 1927.